# Theo Gorges
Theo Gorges ist ein ehemaliger deutscher Fußballspieler.
Er absolvierte beim FSV Kürenz in der Saison 1946/47 ein Spiel in der erstklassigen Fußball-Oberliga Südwest (1945–1963). 

## Quelle
- Werner Skrentny (Hrsg.): Teufelsangst vorm Erbsenberg. Die Geschichte der Oberliga Südwest 1946–1963. Klartext Verlag, Essen 1996, ISBN 3-88474-394-5, S. 181–205.

| Personendaten    | Personendaten            |
| ---------------- | ------------------------ |
| NAME             | Gorges, Theo             |
| KURZBESCHREIBUNG | deutscher Fußballspieler |
| GEBURTSDATUM     | 20. Jahrhundert          |